# May Sutton

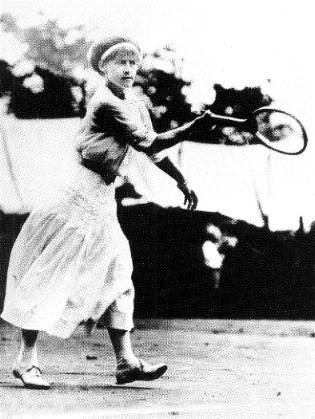
May Sutton Bundy

May Godfrey Sutton, från år 1912 gift Bundy, född 25 september 1886 i Plymouth, Devon, död 4 oktober 1975 i Santa Monica, Kalifornien, var en amerikansk tennisspelare. Hon betraktas som den första amerikanska kvinnliga tennisstjärnan och var den första icke-brittiska kvinnliga spelaren som vann singeltiteln i Wimbledonmästerskapen. 
May Sutton upptogs 1956 i International Tennis Hall of Fame.

## Tenniskarriären
May Sutton vann singeltiteln i Amerikanska mästerskapen 1904 vid en ålder av 17 år och 9 månader genom finalseger över den fyrfaldiga mästarinnan Elisabeth Moore (6-1, 6-2). 
Säsongen 1905 reste Sutton utan sällskap över till England och deltog i ett antal tennisturneringar där, bland annat Wimbledonmästerskapen. Hon imponerade stort i den turneringen och gick genom hela All Comers Round utan setförlust. I finalen (Challenge Round), mötte hon Dorothea Douglass Chambers som hon besegrade med 6-3, 6-4.
Totalt möttes Sutton och Chambers fem gånger, av vilka Chambers vann två. Sin sista seger noterade Chambers i Wimbledonfinalen 1906, då hon besegrade May Sutton med 6-3, 9-7, och därmed återtog sin titel. Året därpå, 1907, möttes de båda för sista gången, även nu i Wimbledonfinalen. Denna gång vann Sutton (6-1, 6-4).
Efter ett tävlingsuppehåll på 10 år gjorde May Sutton come-back 1921, och nådde framskjutna placeringar i en del tävlingar. Så sent som 1928, vid 42 års ålder, deltog hon i det amerikanska laget i Wightman Cup.

## Spelaren och personen
May Sutton föddes i England, men flyttade 1892 vid sex års ålder med sina föräldrar och syskon till en ranch utanför Pasadena i Kalifornien i USA. Hennes far, som var mycket idrottsintresserad, lät anlägga en tennisbana invid bostadshuset, där döttrarna fick spela. De fyra syskonen, (May, Ethel, Violet och Florence) gjorde enastående framsteg i tennisspelet och deltog snart med framgång i olika mästerskap i södra Kalifornien. De möttes ofta i semifinaler och finaler och det blev snart ett talesätt i de lokala tenniskretsarna att "det krävs en Sutton för att slå en Sutton". 
Skickligast av de fyra syskonen blev May, som utvecklades till en utpräglad baslinjespelare. Bland andra har tennislegenden Bill Tilden i sin bok "The Art of Lawn Tennis" beskrivit hennes spelstil som aggressiv med komplett slagteknik. Dessutom var hon mycket snabb på banan. Tilden, liksom en av hennes samtida rivaler om singeltiteln i Wimbledonmästerskapen, Dorothea Douglass Chambers, beskrev hennes forehand som mycket kraftfull och slagen med topspin. Grundslagen blev säkrare med åren. Hon använde serve och smash slagna över huvudet. Samtida kommentatorer placerar Sutton vid sidan av Chambers som den bästa kvinnliga spelaren före första världskriget.
May Sutton beskrevs som en charmfull person, som dock chockerade tennispubliken genom att vid spel uppträda i en kjol som lämnade vristerna bara och dessutom ofta ha uppkavlade ärmar. I stället för hatt bar hon ett hårband.
May Sutton gifte sig 1912 med den också skicklige tennisspelaren Tony Bundy, som vann ett flertal amerikanska titlar i herrdubbel. Deras dotter Dorothy May Bundy föddes 1916. Hon kom, liksom sin mor, att bli en internationell tennisstjärna med seger i bland annat Australiska mästerskapen (1938) bland meriterna.

## Grand Slam-titlar
- Wimbledonmästerskapen
  - Singel - 1905, 1907
- Amerikanska mästerskapen
  - Singel - 1904